# Operação Hoover
A Operação Hoover foi uma ofensiva liderada pelas forças do Canadá contra os talibã na província de Candaar, distrito de Zhari, Afeganistão, em 24 e 25 de maio de 2007. O objectivo da operação era o de expulsar cerca de 300 suspeitos de suspeitos insurgentes que se tinham posicionado em Zhari.

## Batalha
Durante a primeira manhã de operações, os tanques Leopard do Regimento de Cavalaria de Lord Strathcona entraram em Zhari, acompanhados de camiões com tropas do Exército Nacional do Afeganistão.Um dos tanques foi atingido por um engenho explosivo, sem provocar vítimas.
Ao amanhecer, infiltrados durante a madrugada de modo apeado e silencioso os Comandos portugueses tomaram e controlaram alguns complexos a leste. Um dos Grupos de Combate ( unidade tipo pelotão ) a norte  entrou em combate com os insurgentes. A luta manteve-se durante uma hora mas, no final, os Comandos, apoiados por uma força especial de atiradores portugueses e o TACP da FAP, atingiu os seus objectivos. Durante o combate foram disparados onze RPG e usadas AK-47.Um dos soldados foi evacuado de helicóptero e um número indeterminado de rebeldes foi abatido.
Pouco depois, o cabo Matthew McCully, um operador de transmissões, do Grupo de Brigada Mecanizada Canadiana 2, foi morto por uma mina. Um outro soldado canadiano, e um tradutor afegão, ficaram feridos num incidente ocorrido fora da aldeia de Nalgham.
O cabo-mestre Rob McGregor, do 2.º Batalhão Regimento Real Canadiano, ficou ferido na operação quando caiu e partiu o tornozelo.